# Liste des fjords d'Islande

Principaux fjords d'Islande

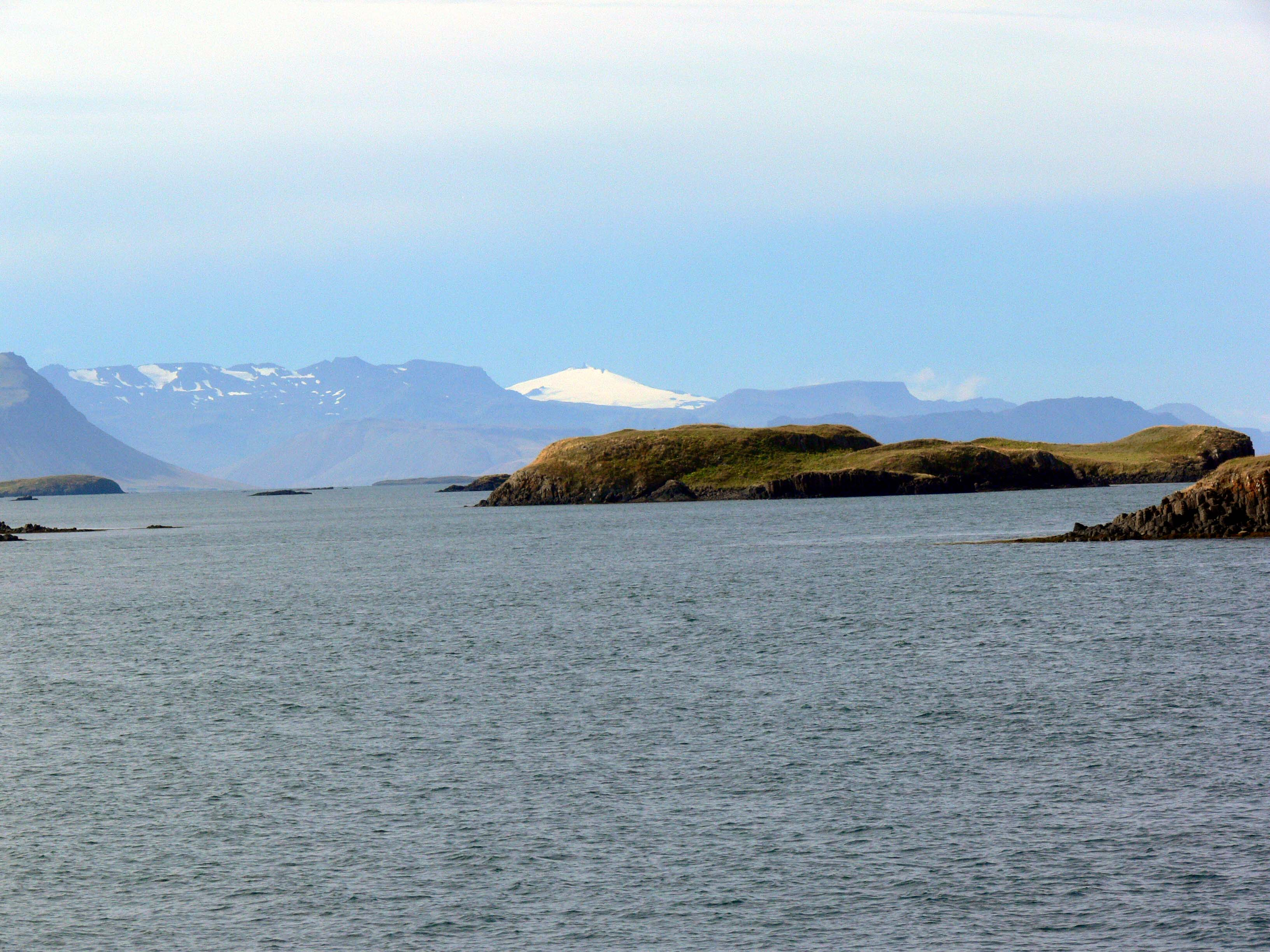
Breiðafjörður

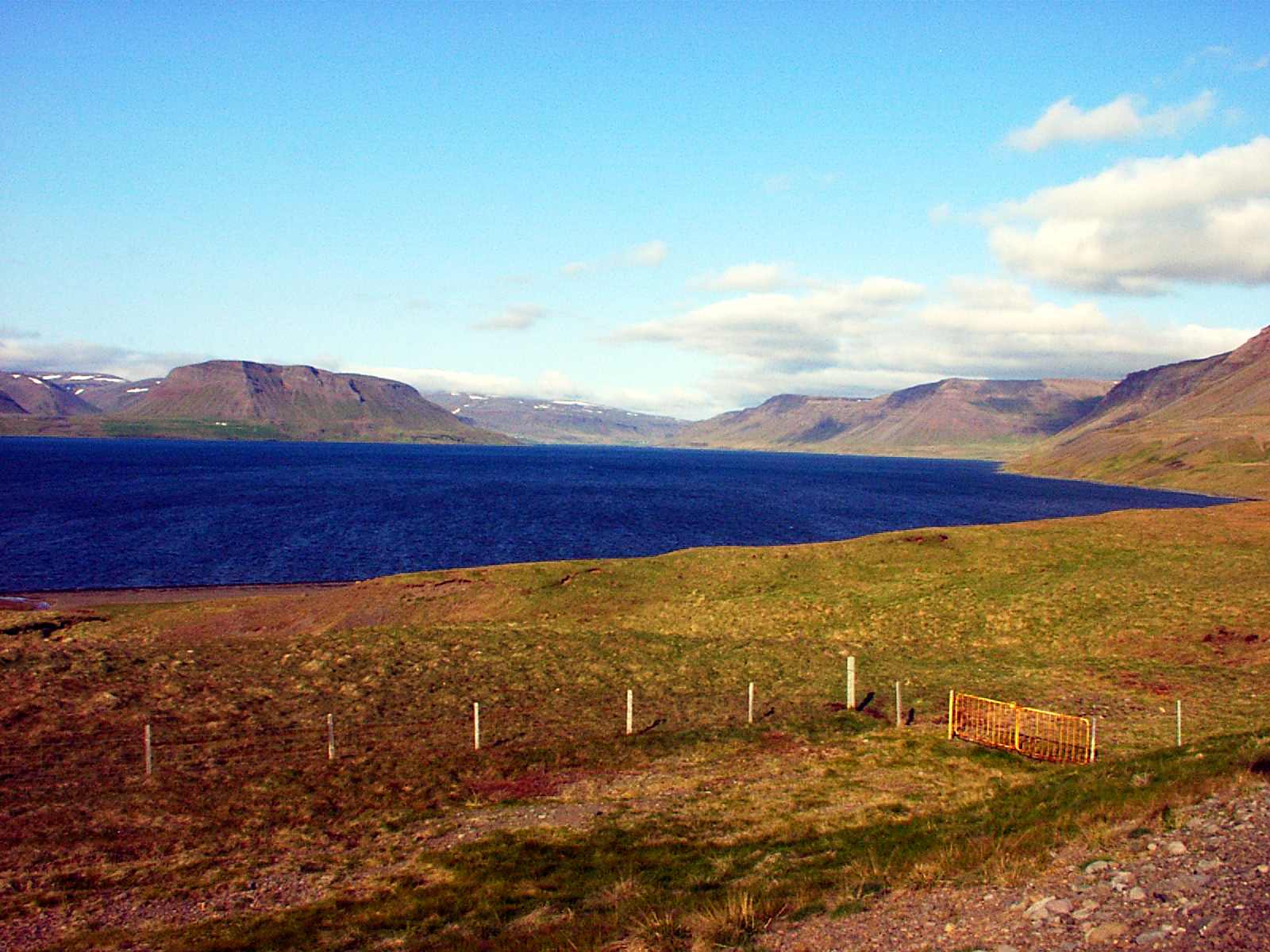
Gilsfjörður

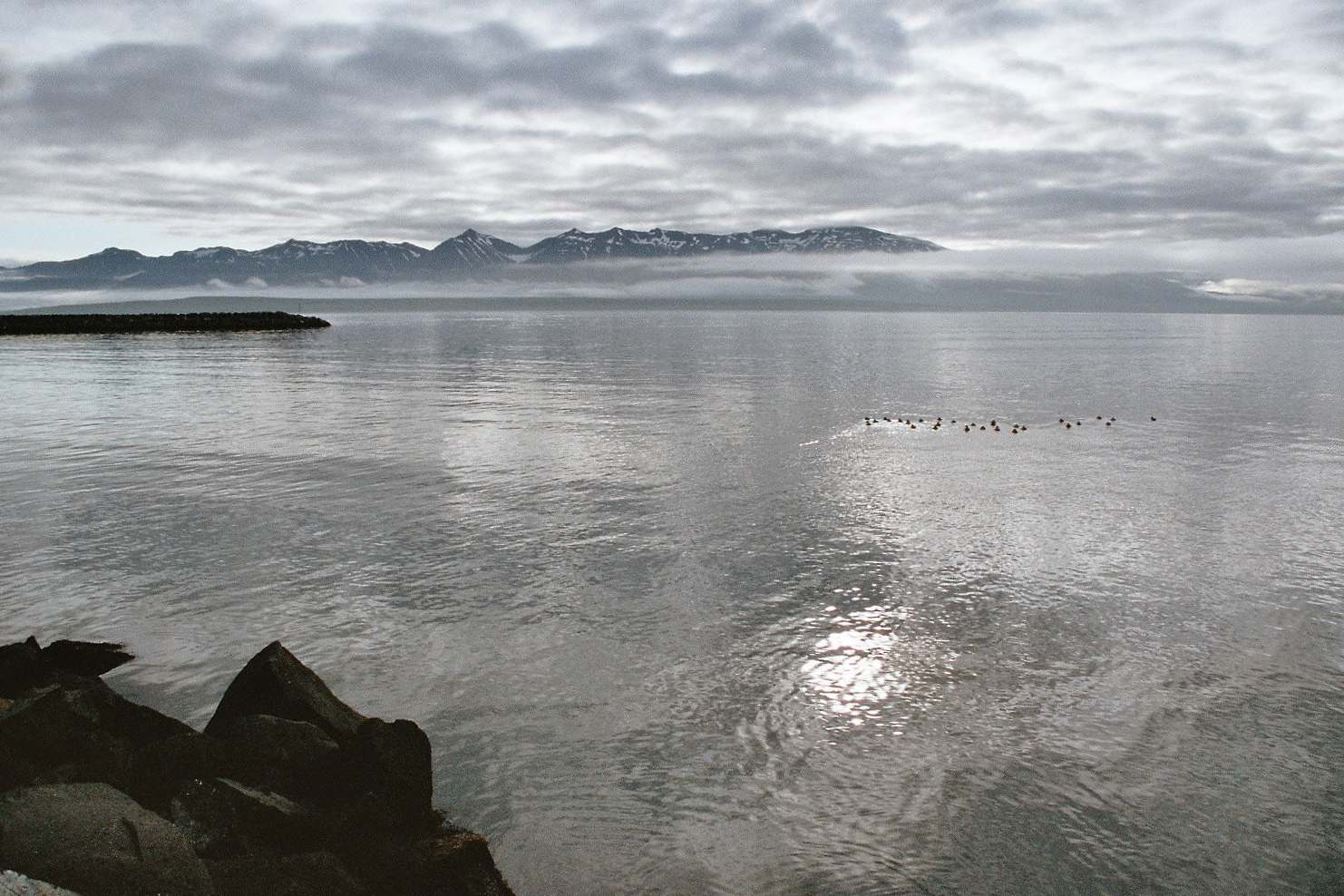
Eyjafjörður

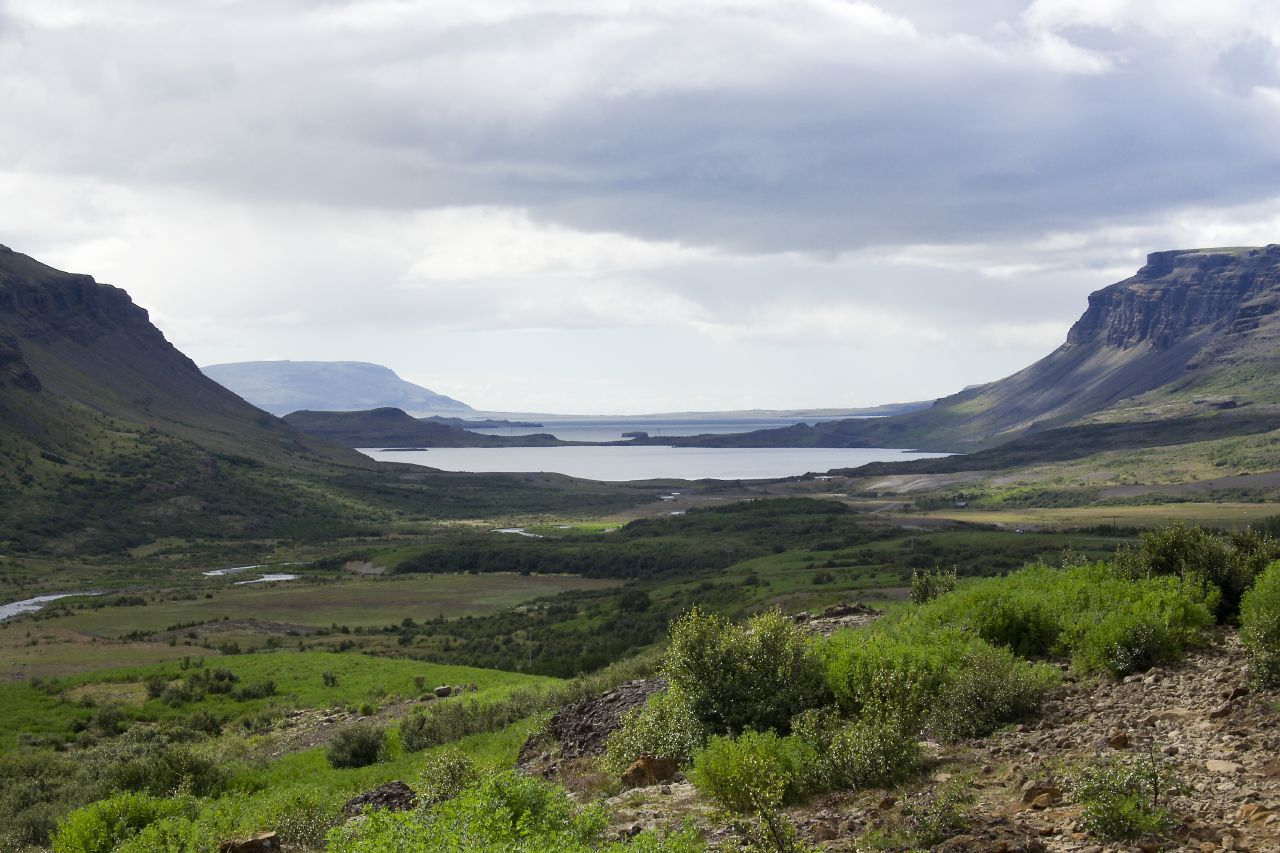
Hvalfjörður

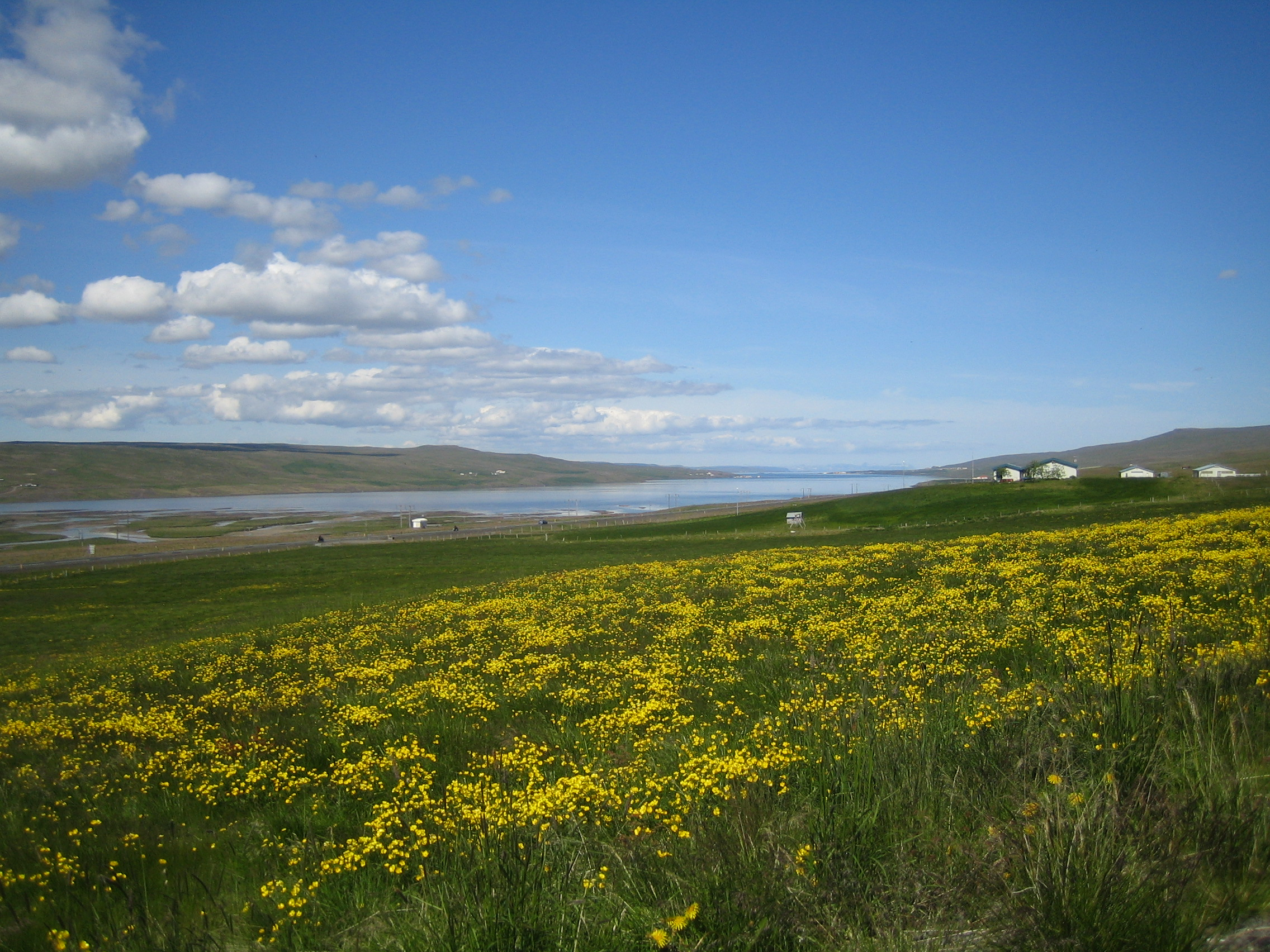
Hrútafjörður

Liste des fjords islandais les plus importants :
|  | Fjords principaux          | Fjords secondaires | Municipalités                               | Régions           |
|  | -------------------------- | --- | ------------------------------------------- | ----------------- |
|  | Aðalvík (baie)             | | Ísafjarðarbær                               | Vestfirðir        |
|  | Álftafjörður (Snæfellsnes) | | Djúpivogur                                  | Austurland        |
|  | Arnarfjörður               | Borgarfjörður (Vestfirðir), Dynjandisvogur, Suðurfirðir (Geirþjófsfjörður, Trostansfjörður, Reykjarfjörður, Fossfjörður, Bíldudalsvogur)                                                              | Ísafjarðarbær, Vesturbyggð                  | Vestfirðir        |
|  | Berufjörður                | | Djúpivogur                                  | Austurland        |
|  | Borgarfjörður              | | Borgarfjörður                               | Austurland        |
|  | Bjarnarfjörður             | | Strandabyggð                                | Vestfirðir        |
|  | Breiðafjörður              | Álftafjörður, Grundarfjörður, Kolgrafafjörður, Hvammsfjörður, Gilsfjörður, Króksfjörður, Þorskafjörður, Djúpifjörður, Kvígindisfjörður, Skálmarfjörður, Kerlingarfjörður, Kjálkafjörður, Vatnsfjörður | environs de Snæfellsbær                     | Vesturland        |
|  | Breiðdalsvík               | | Breiðdalur                                  | Austurland        |
|  | Dýrafjörður                | | Ísafjarðarbær                               | Vestfirðir        |
|  | Eyjafjörður                | Héðinsfjörður, Ólafsfjörður | Akureyri                                    | Norðurland eystra |
|  | Fáskrúðsfjörður            | | Fjarðabyggð                                 | Vestfirðir        |
|  | Faxaflói                   | Borgarfjörður, Hvalfjörður, Kollafjörður | environs de Reykjavik                       | Vesturland        |
|  | Fljótavík                  | | Ísafjarðarbær                               | Vestfirðir        |
|  | Furufjörður                | | Ísafjarðarbær                               | Vestfirðir        |
|  | Hamarsfjörður              | | Djúpivogur                                  | Austurland        |
|  | Héraðsflói                 | | Fljótsdalshérað                             | Austurland        |
|  | Hlöðuvík                   | | Ísafjarðarbær                               | Vestfirðir        |
|  | Hornafjörður               | Skarðsfjörður | Hornafjörður                                | Austurland        |
|  | Húnaflói                   | Hrútafjörður, Miðfjörður, Húnafjörður | environs de Blönduós                        | Norðurland vestra |
|  | Ísafjarðardjúp             | Bolungarvík, Skutulsfjörður, Álftafjörður, Seyðisfjörður, Hestfjörður, Skötufjörður, Mjóifjörður, Vatnsfjörður, Ísafjörður, Kaldalón, Jökulfirðir                                                     | environs de Ísafjarðarbær, Súðavíkurhreppur | Vestfirðir        |
|  | Jökulfirðir                | Leirufjörður, Hrafnsfjörður, Lónafjörður, Veiðileysufjörður, Hesteyrarfjörður | Ísafjarðarbær                               | Vestfirðir        |
|  | Kaldbaksvík                | | Strandabyggð                                | Vestfirðir        |
|  | Lónsvík                    | Lónsfjörður, Papafjörður | Hornafjörður                                | Austurland        |
|  | Norðurfjörður              | Trékyllisvík | Strandabyggð                                | Vestfirðir        |
|  | Ófeigsfjörður              | Eyvindarfjörður, Drangsvík, Ingólfsfjörður | Árneshreppur                                | Vestfirðir        |
|  | Önundarfjörður             | | Ísafjarðarbær                               | Vestfirðir        |
|  | Patreksfjörður             | Tálknafjörður | Vesturbyggð                                 | Vestfirðir        |
|  | Reyðarfjörður              | Eskifjörður | Fjarðabyggð                                 | Austurland        |
|  | Reykjarfjörður á Ströndum  | Veiðileysa | Strandabyggð                                | Vestfirðir        |
|  | Reykjarfjörður             | | Ísafjarðarbær                               | Vestfirðir        |
|  | Seyðisfjarðarflói          | Seyðisfjörður, Loðmundarfjörður | Fjarðabyggð                                 | Austurland        |
|  | Skagafjörður               | | Skagafjörður                                | Norðurland vestra |
|  | Steingrímsfjörður          | | Strandabyggð                                | Vestfirðir        |
|  | Stöðvarfjörður             | | Fjarðabyggð                                 | Austurland        |
|  | Súgandafjörður             | | Ísafjarðarbær                               | Vestfirðir        |
|  | Vopnafjörður               | Nypsfjörður | Vopnafjörður                                | Austurland        |